# Gabriel Byrne

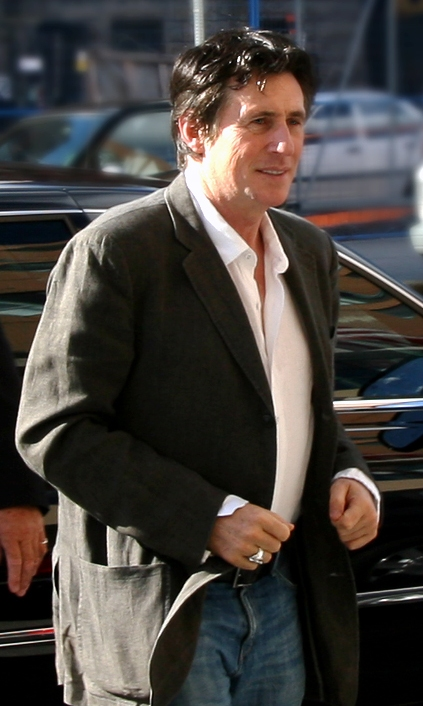
Gabriel Byrne

Gabriel Seamás Byrne (* 12. května 1950, Dublin, Irsko) je irský herec, režisér, producent, scenárista, kulturní ambasador a vypravěč audioknih. S hereckou kariérou začal ve Focus Theatre a Royal Court Theatre v roce 1979. Jeho televizním debutem byl irský seriál The Riordans a jeho spin-off Bracken. Hrál např. ve filmech Obvyklí podezřelí, Millerova křižovatka, Přepadení 13. okrsku a Stigmata. Produkoval mimo jiné film Ve jménu otce nominovaný na Oscara.

## Biografie
Narodil se v dublinské čtvrti Crumlin jako první ze šesti dětí bednáře a vojáka Dana a zdravotní sestry Eileen (za svobodna Gannon) z Galway. Jeho sourozenci jsou Donal, Thomas, Breda a Margaret. Další sestra Marian zemřela ještě v mladém věku. Gabriel byl vychováván jako římský katolík a navštěvoval školu v Ardscoil Éanna v Crumlinu, kde později učil španělštinu, dějepis a gaelštinu. V jedenácti letech byl přijat do kněžského semináře, kde studoval čtyři a půl roku, než ho vyloučili za kouření na hřbitově. Poté studoval University College v Dublinu, kde promoval z gaelštiny, literatury, španělštiny a archeologie. Hrál fotbal za Stella Maris Football Club v Drumcondře. V lednu 2010 promluvil v pořadu The Meaning of Life o sexuálním zneužití během kněžského semináře.

## Kariéra
Svoje první televizní drama Draíocht napsal v irštině a bylo vysíláno v národní televizi TG4, kde se hovoří jenom irsky. Než se stal hercem, vystřídal mnoho zaměstnání, od archeologa přes kuchaře po učitele španělštiny, gaelštiny a literatury. Začal hrát ve věku 29 let a jeho kariéra začala v divadle Focus, Abbey Theatre v Dublinu a v Royal National Theatre v Londýně.
V televizi se objevil v sedmdesátých letech v irském televizním seriálu The Riordans a objevil se i v jeho spin-offu Bracken. Jeho filmovým debutem byl otec krále Artuše, Uther Pendragon, ve filmu Excalibur z roku 1981. V roce 1983 si zahrál menší roli v minisérii Wagner. V seriálu In Treatment (V odborné péči) ztvárnil postavu dr. Paula Westona. Za tuto roli získal cenu Zlatý glóbus a byl dvakrát nominován na cenu Emmy.
V roce 2008 se vrátil na divadelní prkna s Newyorskou filharmonií, aby ztvárnil postavu krále Artuše ve hře Camelot. Měl účinkovat ve filmové adaptaci knihy Flanna O´Briena At Swim-Two-Birds spolu s Colinem Farrellem a Cillianem Murphym, která však k roku 2017 stále nevznikla.

## Osobní život
Stále si ponechává irské občanství, Spojené státy nenavštívil až do roku 1987. Seznámil se s americkou herečkou Ellen Barkin a přestěhoval se za ní do New Yorku. O rok později se vzali a narodily se jim dvě děti – syn John „Jack“ Daniel (1989) a dcera Romy Marion (1992). Pár od roku 1993 žil odděleně a v roce 1999 se rozvedli. Gabriel nyní bydlí na Manhattanu. Jeho přítelkyněmi byly modelka Naomi Campbell, herečka Julia Ormond a režisérka a herečka Áina O'Connor.[zdroj⁠?!]
Aktivně podporuje různé charity. V roce 1997 se stal patronem Croi (Nadace kardiologie Západního Irska). V roce 2004 se stal irským ambasadorem UNICEF.

## Filmografie
- Excalibur (1981)
- Obrana říše (1985)
- Noc hrůzy (1986)
- Lionheart (1987)
- Millerova křižovatka (1990)
- Cesta na západ (1992)
- Zabiják (1993)
- Malé ženy (1994)
- Jutský princ (1994)
- Obvyklí podezřelí (1995)
- Mrtvý muž (1995)
- Poslední ze slavných králů (1996)
- Polská svatba (1998)
- Muž se železnou maskou (1998)
- Nepřítel státu (1998)
- Konec světa (1999)
- Canone inverso - milostný příběh (2000)
- Emmetův cíl (2002)
- Jarmark marnosti (2004)
- Soumrak nad Jižní Afrikou (2005)
- Citové pouto (2007)
- Irská odplata (2009)
- Kapitál (2012)
- Chvíle setkání (2013)
- 33 životů (2015)
- An L.A. Minute (2018)
- Ztracené dívky (2020)
- Death of a Ladies' Man (2020)
- Murder at Yellowstone City (2022)
- Legenda jménem Lamborghini (2022)
- Dance First (2023)
- Balerína (2025)